# Onesie

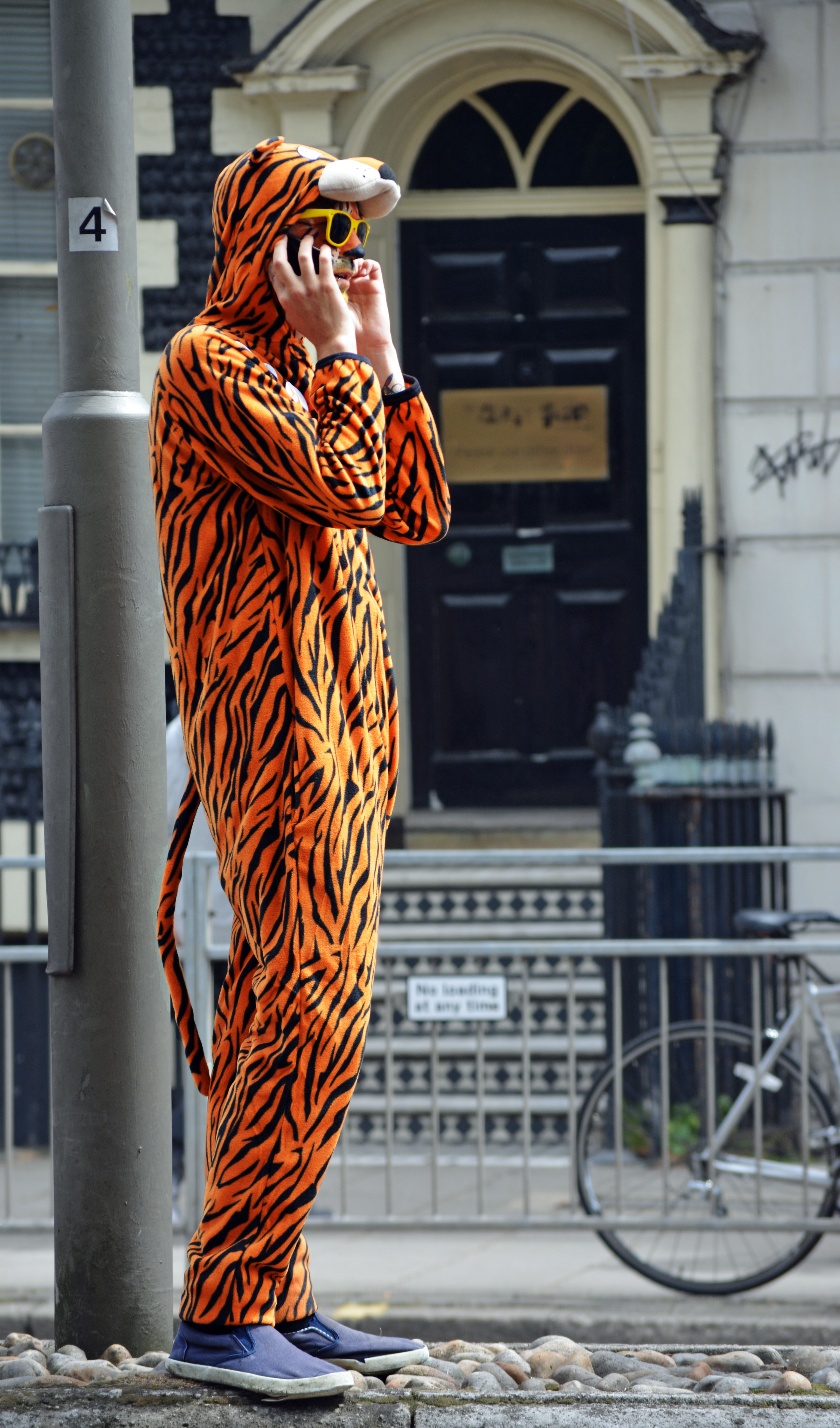

Een onesie (Engels, uitspraak: wansie) is een kledingstuk dat het hele lichaam, eventueel inclusief het hoofd, bedekt. Het is vergelijkbaar met een jumpsuit, wordt gemaakt van zachte stof zoals tricot of fleece en heeft een rits aan de voorkant. De term is afkomstig van het Amerikaanse merk Onesies® Brand dat wordt uitgebracht door Gerber Childrenswear LLC en verwijst naar de rompertjes en kruippakjes die dit bedrijf voor baby's maakt. Officieel mag de beschermde merknaam (Registered Trademark) Onesies (met -s) alleen gebruikt worden voor de kledingstukken van dit bedrijf maar in de praktijk wordt deze naam opgevat als een meervoud van onesie en is de merknaam verwaterd tot soortnaam.
Rond 2010 wordt de term in de Engelse en Amerikaanse pers voor het eerst gebruikt voor een dergelijk kledingstuk voor volwassenen dat opduikt als hippe streetwear.
Een populaire vorm van de onesie is de kigurumi. Dit is een Japanse versie waarbij de vorm van het pak een dier uitbeeldt met oren op het hoofd en een staart aan de achterkant. Deze onesies worden sinds 2009 door het bedrijf Kigu wereldwijd geëxporteerd. Mede dankzij de opkomst van de sociale media rond 2010 werd het pak snel populair onder mensen die zichzelf ermee fotografeerden en deze selfies plaatsten op bijvoorbeeld Facebook.
In Nederland wordt het pak door volwassenen in de eerste plaats als huispak of als alternatief voor een badjas gedragen, maar het wordt ook gebruikt bij ontgroeningen, vrijgezellenfeesten en verkleedpartijen op (thema-)feestjes en carnaval.